# José María Silvero
José María Silvero (Corrientes, 21 settembre 1931 – La Plata, 2 agosto 2010) è stato un allenatore di calcio e calciatore argentino, di ruolo difensore.

## Carriera

### Calciatore
Cresciuto nel Lipton, Silvero iniziò la sua carriera professionistica nell'Estudiantes, con cui retrocesse in cadetteria al termine della Primera División 1953. Dopo aver vinto il campionato cadetto, torna a disputare la massima serie nella stagione 1955, giocando nella massima serie argentina sino al 1961.
Nella stagione 1962 viene ingaggiato dal Boca Juniors, con cui vince il campionato. Silvero vince altri due campionati nelle stagioni 1964 e 1965
Nell'estate 1967 si trasferisce negli Stati Uniti d'America per giocare nel Chicago Spurs, società militante nella neonata NPSL. Con gli Spurs ottenne il terzo posto nella Western Division.
Terminata l'esperienza statunitense si ritira dal calcio giocato.

### Allenatore
Terminata la carriera a livello agonostico, Silvero ha la prima esperienza da allenatore all'Atlanta.
Nel 1970 viene chiamato alla guida del Boca Juniors per sostituire Alfredo Di Stéfano. Silvero porterà il Boca alla vittoria della Primera División 1970.
Nella stagione 1972 diventa l'allenatore dell'Estudiantes.
Silvero ha numerose esperienze sia in Argentina che all'estero, in Cile ed Ecuador.
Diventa durante la stagione 1996-1997 allenatore dell'Huracán Corrientes, retrocedendo al termine del campionato in cadetteria.
Silvero è morto per una malattia polmonare nel 2010.

## Palmarès

### Calciatore
- Primera B Nacional: 1

Estudiantes: 1954
- Campionato argentino: 3

Boca Juniors: 1962, 1964, 1965

### Allenatore
- Campionato argentino: 1

Boca Juniors: 1970,